# Bétva
Bétva (hindsky बेतवा) je řeka v severní Indii, přítok Jamuny v povodí Gangy. Má délku přibližně 590 kilometrů a plochu povodí přibližně 50 000 čtverečních kilometrů.
Pramení v pohoří Vindhja přibližně dvacet kilometrů jihovýchodně od Bhópálu a teče převážně v severním, severovýchodním a východním směru skrz státy Madhjapradéš a Uttarpradéš. Do Jamuny se vlévá u Hamírpuru.
Mezi města na řece patří Sáňčí, Vidiša, Órčha a Hamírpur.